# طائفة باجة ويابرة
طائفة باجة ويابرة هي إحدى ممالك الطوائف التي تأسست نحو عام 1144 في الأندلس أثناء فتنة الأندلس على يد أبو محمد سيدراي ابن الوزير، وسقطت بيد الموحدين في عام 1150.